# Wilhelm (książę Jülich i Geldrii)
Wilhelm (ur. w 1363 lub 1364, zm. 16 lutego 1402 w Arnhem) – książę Geldrii i hrabia Zutphen od 1371, książę Jülich od 1393.

## Życiorys
Wilhelm był starszym synem księcia Jülich Wilhelma II oraz Marii, córki księcia Geldrii Renalda II. W 1371 r. zmarli bezpotomnie obaj bracia jego matki, Edward i Renald III i Wilhelm został dziedzicem księstwa geldryjskiego. Jego następstwo zatwierdził w 1372 r. cesarz Karol IV Luksemburski, a regentem w Geldrii (wobec małoletności Wilhelma) został jego ojciec.
Swoje roszczenia do księstwa Geldrii zgłosiła jednak także siostra matki Wilhelma, Mechtylda. Rozpoczęła się wojna, która stanowiła zarazem kontynuację rywalizacji dwóch stronnictw politycznych w księstwie: mieszczańskiego (wspierającego Wilhelma) i szlacheckiego. Zakończyła się dopiero po objęciu osobistych rządów przez Wilhelma (którego władzę jeszcze raz potwierdził cesarz) w 1377 r. W 1379 r. Wilhelm poślubił Katarzynę, córkę księcia Bawarii-Straubing i hrabiego Holandii Albrechta I, który wsparł go w zmaganiach w Geldrii (Katarzyna była także byłą narzeczoną zmarłego księcia Geldrii Edwarda).
Wilhelm miał awanturniczy charakter. Kilkukrotnie uczestniczył w wojnach prowadzonych przez zakon krzyżacki, wyprawił się także przeciwko piratom północnoafrykańskim. W 1386 r. rozpoczął wojnę z Brabancją. To wywołało wielką wyprawę francusko-burgundzką przeciwko ojcu Wilhelma, księciu Jülich, którego podejrzewano o nakłanianie syna do wystąpień przeciwko Brabancji.
W 1393 r. zmarł ojciec Wilhelma i ten odziedziczył także księstwo Jülich. W kolejnych latach Wilhelm kolejno zakończył liczne prowadzone konflikty z sąsiadami, m.in. w 1399 zawarł pokój z Brabancją. Zaczął wówczas odgrywać znaczniejszą rolę w sprawach ogólnoniemieckich, popierając tracącego wówczas tron niemiecki króla Wacława IV Luksemburskiego – m.in. blokując drogi do Akwizgranu zapobiegł w 1400 koronacji królewskiej jego konkurenta Ruprechta Wittelsbacha. Wspierał także księcia orleańskiego Ludwika w jego walce z Burgundczykami i Anglikami.
Nie pozostawił po sobie żadnych żyjących potomków, w związku z czym trony książęce w Geldrii i Jülich objął jego młodszy brat, Renald. Został pochowany w kościele kartuzów w Arnhem.